# Santa Elena de Arenales
Santa Elena de Arenales – miasto w Wenezueli, w stanie Mérida.